# Femke Bastiaen
Femke Bastiaen (Zulte, 11 april 2001) is een voetbalspeelster uit België. Ze speelt als doelverdediger voor FC Utrecht.

## Clubcarrière
Bastiaen begon haar carrière in de jeugd bij Jong Zulte. Verder kwam Bastiaen in haar geboorteland uit voor KAA Gent, Zulte Waregem en Kontich FC.
Bastiaen maakte sinds het seizoen 2021/22 deel uit van de jeugdopleiding van PSV.
Op 20 januari 2022 tekende Bastiaen haar eerste contract bij PSV, dat haar tot medio 2024 aan de club verbindt. Tevens werd ze hiermee overgeheveld naar het eerste elftal van de Eindhovenaren.
Op 29 april 2023 maakte Bastiaen haar debuut voor PSV in de Vrouwen Eredivisie in een met 4-0 gewonnen thuiswedstrijd tegen VV Alkmaar. Bastiaen mocht bij afwezigheid van Lisan Alkemade in de basis starten. In de volgende wedstrijd uit tegen sc Heerenveen mocht Bastiaen opnieuw in de basis starten.
Voorafgaande aan het seizoen 2024/25 maakte Bastiaen de overstap naar competitiegenoot FC Utrecht. In de Domstad tekende ze een contract tot medio 2026. Ze was daarmee de eerste buitenlandse speelster die tekende bij de club.

## Statistieken
| Seizoen | Club       | Competitie         | Competitie | Competitie | Beker | Beker | Overig | Overig | Totaal | Totaal |
| Seizoen | Club       | Competitie         | Wed.       | Dlp.       | Wed.  | Dlp.  | Wed.   | Dlp.   | Wed.   | Dlp.   |
| ------- | ---------- | ------------------ | ---------- | ---------- | ----- | ----- | ------ | ------ | ------ | ------ |
| 2022/23 | PSV        | Vrouwen Eredivisie | 2          | 0          | 0     | 0     | 1      | 0      | 3      | 0      |
| 2023/24 | PSV        | Vrouwen Eredivisie | 1          | 0          | 0     | 0     | 0      | 0      | 1      | 0      |
| 2024/25 | FC Utrecht | Vrouwen Eredivisie | 5          | 0          | 0     | 0     | 0      | 0      | 5      | 0      |
| Totaal  | Totaal     | Totaal             | 8          | 0          | 0     | 0     | 1      | 0      | 9      | 0      |

Laatste update: 5 november 2024

## Interlandcarrière
Bastiaen is als jeugdinternational al voor meerdere jeugdteams van België uitgekomen. Voor België onder 19 kwam ze in 2018 in actie. Sinds 2022 komt ze uit voor België onder 23.
In 2022 werd Bastiaen opgenomen in de voorselectie van België voor het EK 2022 in Engeland. Ze viel echter buiten de boot bij de definitieve selectie.